# Flabellophora flaviporus
Flabellophora flaviporus är en svampart som beskrevs av Corner 1987. Flabellophora flaviporus ingår i släktet Flabellophora och familjen Polyporaceae.   Inga underarter finns listade i Catalogue of Life.